# اینیاتسیو فابرا
اینیاتسیو فابرا (به ایتالیایی: Ignazio Fabra) (زادهٔ ۲۵ آوریل ۱۹۳۰ - درگذشتهٔ ۱۳ آوریل ۲۰۰۸) کشتی‌گیر اهل کشور ایتالیا است.